# Frauengold

Frauengold-Logo

Frauengold (später: Frauengold N) war ein frei verkäufliches Arzneimittel zum Trinken, das ab 1953 vom Karlsruher Unternehmen Homoia (1959/60 umbenannt in Biox GmbH) als Stärkungsmittel rezeptfrei in Drogerien, Apotheken und Reformhäusern angeboten wurde. Es wurde als Herz-Kreislauf-Tonikum mit beruhigender und stimmungshebender Wirkung beworben. Die Wirkstoffe waren Auszüge aus verschiedenen Pflanzen mit Wein, der Alkohol-Gehalt betrug mindestens 16,5 Volumenprozent. Am 19. August 1981 wurde Frauengold vom Bundesgesundheitsministerium verboten, weil es Aristolochiasäuren enthielt. Diese Wirkstoffe der Osterluzei (Aristolochia clematitis) gelten als krebsfördernd und nierenschädigend.

## Zusammensetzung
Laut dem Spezialitätenverzeichnis apothekenüblicher Präparate 1954 habe Frauengold Auszüge aus „Goldkraut, Bittergras-Frauenwurzel, Tigerlilie, Baldrian, Blattgrün, Kreuzkraut, Ignatia, amerikanische Esche und Damiana“ enthalten. Das Präparat Frauengold N enthielt weingeistigen Chinarindenextrakt, Virbunumrinden-Fluidextrakt, Damianblätterextrakt, Melissenblätterextrakt, Kamillenblütenextrakt, Arnikawurzelstock, Baldrianwurzelextrakt, Traubensilberkerzewurzelstock-Extrakt, Johanniskraut-Tinktur, Weißdornbeeren/-blüten-Tinktur und Weiße-Taubnessel-Tinktur.

## Hintergrund und Kritik
Kritiker sahen die weite Verbreitung und den Erfolg von Frauengold als eine Fortsetzung des „Kölnisch-Wasser-Alkoholismus“ aus dem späten 19. Jahrhundert, bei dem Frauen, welchen der Zugang zu hochprozentigen alkoholischen Getränken verwehrt war, stattdessen auf als Duftwasser (wie eben Kölnisch Wasser) oder Medizin (wie dem Klosterfrau Melissengeist) deklarierte ethanolhaltige Tinkturen zurückgriffen und nicht selten in Abhängigkeit gerieten. Beworben wurde das Mittel anfangs unter anderem mit dem Slogan „Nimm Frauengold und Du blühst auf!“ Unterschwellig sollte daneben auch eine leichtere Erträglichkeit von Menstruationsbeschwerden suggeriert werden; dazu wurde 1955 die Behauptung „Frauengold schafft Wohlbehagen, wohlgemerkt – an allen Tagen“ eingeführt.

## Erfolg und Wirkung
In ihrer Dissertation zur Bedeutung von Nahrungsergänzungspräparaten in Familienhaushalten sieht Angela Cantrup möglicherweise den Zeitpunkt der Markteinführung im Rahmen gesellschaftlicher Veränderung als Faktor für den Erfolg des Produkts, den sie folgend beschreibt: Die konservative Gesellschaft der 1950er Jahre forcierte die Rückkehr der Frauen in die traditionelle Hausfrauenrolle. Frauenerwerbsarbeit wurde mit Krieg und Not assoziiert; nun sollte diese Zeit überwunden werden und die Frauen in ihre traditionelle Rolle als Hausfrau und Mutter zurückkehren. Die damit einhergehenden Frustrationsgefühle sollten – so die Werbestrategie – mit Produkten wie Frauengold erträglicher gemacht oder gelindert werden, um den Frauen die Anpassung an ihre von der patriarchalen Gesellschaft gewünschte Rolle zu erleichtern.
1953 wurde Frauengold vom Hersteller Homoia auf den Markt gebracht und war rezeptfrei in Apotheken und Drogerien erhältlich. 1956 erschien von Homoia für Männer ein entsprechendes Pendant, Eidran.
In den 1960er Jahren wurden Frauen dann wieder zunehmend als Arbeitskräfte gesucht; die dadurch verursachte Doppelbelastung durch Haushalt und Beruf sorgte für eine verstärkte Nachfrage nach Produkten, die diese vermeintlich erleichtern konnten. So wurde in einem Werbespot namens „Das Glück aller Frauen heißt Frauengold“ eine Sekretärin vorgestellt, die sich lautstark über ihren Chef beklagt. Eine Kollegin rät ihr zu „Frauengold“, was sie offenbar derart besänftigt und wohlgelaunt stimmt, dass sie sich anschließend demütig bei ihrem Vorgesetzten entschuldigt. „Frauengold nehmen; und man kann über den Dingen stehen und objektiver urteilen“, lautete dazu die vom damaligen Gesellschaftsbild, das Frauen als unvernünftig und emotional hinstellte, geprägte Werbebotschaft.
1963 wurde Frauengold vom Verbrauchermagazin DM als wirkungslos und überteuert gegenüber gewöhnlichem Südwein eingestuft.
Die Herstellerfirma bewarb die pflanzlichen Bestandteile der Rezeptur in den 1970er Jahren mit dem Slogan „Natürlich wirksam. Natürlich für Frauen.“

## Nachfolger und Nachwirkung
Queisser Pharma war bis Oktober 2013 Inhaber der 1975 eingetragenen Marke Frauengold.  Noch 20 Jahre nach dem Verbot ermittelte die Gong-Verlagsstudie 2001 für Frauengold einen ungestützten Bekanntheitsgrad von acht Prozent in der deutschen Bevölkerung.

## Entsprechende Alternative für Frauen und Männer
Das konkurrierende Tonikum Tai Ginseng wurde von Dr. Poehlmann & Co zeitweise als Stärkungsmittel speziell für ältere Menschen beworben.